# 達默龍 (馬里蘭州)
達默龍（英語：Dameron）是位於美國馬里蘭州聖瑪麗斯縣的一個非建制地區。

## 地理
達默龍所處的海拔為高於海平面28米（即92英呎），而該地所採用的時區為UTC-5，即北美东部時區（EST）。同時該地設有夏令時間，為UTC-5調快一小時，即UTC-4（EDT）。